# Amidon dialdéhyde
L'amidon dialdéhyde est un polysaccharide obtenu par traitement chimique de l'amidon de blé ou de maïs. Il est préparé par oxydation de l'amidon au periodate. Il est très utilisé dans l'industrie papetière car il améliore la résistance humide des produits de consommation tels que les essuie-tout et le papier toilette.